# Bauersbach
Bauersbach ist eine Kleinsiedlung in der Teilgemarkung des Ortsteils Westernach der Gemeinde Kupferzell im Hohenlohekreis im nordöstlichen Baden-Württemberg.
Die A 6 verläuft südlich und die B 19 westlich.

## Geschichte
Gotefridus de Rotha schenkte 1251 dem Stift Öhringen ein Gut mit Namen Biurbach, die Schenkungsurkunde war die erste nachgewiesene Erwähnung des Ortes. 1276 und 1329 lautete der Ortsname Biurbach, 1406 und 1411 änderte er sich in Bursbreit. 1416 wurde der Ort als Bawsbrett erwähnt, 1521 als Bauersbreith und 1606 als Bauerspach.
1807 wurde der Ort dem Patrimonialamt Kupferzell beigeordnet. Dem Schultheißenamt Eschental wurde er 1809/1810 zugeordnet und ging 1813 an die Gemeinde (Schultheißenamt) Westernach. Zusammen mit Westernach kam Bauersbach im Rahmen der Gemeindereform am 1. Januar 1972 zur durch einen Zusammenschluss neu gebildeten Gemeinde Kupferzell. Kirchlich gehörte Bauersbach immer zu Eschental.

## Saurierfriedhof
1977 wurde beim Bau der A 6 der größte Saurierfriedhof Europas entdeckt. Auch heute werden immer noch Fossilien gefunden.